# Frank Richartz
Frank Richartz (* 1978 in Köln) ist ein deutscher Schauspieler.

## Leben

### Ausbildung
Frank Richartz absolvierte von 2000 bis 2004 eine Schauspielausbildung an der Schauspielschule des Theaters der Keller in Köln. Weiterführenden Schauspielunterricht erhielt er 2004/2005 am Lee Strasberg Theatre and Film Institute in New York City.

### Theater
Richartz begann seine Laufbahn als Theaterschauspieler. Von 2005 bis 2007 war er als Gast am Westfälischen Landestheater engagiert. Dort spielte er u. a. die Titelrolle in Heinrich von Kleists Trauerspiel Prinz Friedrich von Homburg (Regie: Ralf Ebeling).
Für seine Darstellung wurde er bei der NRW-Theaterkritikerumfrage 2006 als „Bester Nachwuchsschauspieler des Jahres“ ausgezeichnet. 
Von 2008 bis 2011 war er anschließend festes Ensemblemitglied am Staatstheater Kassel. Frank Richartz wirkte am Staatstheater Kassel in mehreren Uraufführungen mit, in denen er die Hauptrolle übernahm, u. a. in Stücken von Feridun Zaimoglu, Benedikt Haubrich (* 1979) und Katja Hensel. In der Spielzeit 2008/09 spielte er dort in Gustav Ruebs Inszenierung von Die Bakchen, die als „Beste Inszenierung“ bei den Hessischen Theatertagen 2009 ausgezeichnet wurde. In dem Liederabend Spiel mir das Lied vom Tod (Premiere: März 2011 am Staatstheater Kassel, Regie: Thomas Bockelmann) interpretierte er Songs und Lieder von Rio Reiser und Johnny Cash.
Am Staatstheater Kassel trat er während seines Festengagements u. a. auch in folgenden Rollen auf: Hans Schnock/Löwe in Ein Sommernachtstraum (Regie: Volker Schmalöer; Spielzeit 2008/09), Hänschen Rilow in Frühlings Erwachen (Regie: Sebastian Schug; Spielzeit 2008/09), Alfons der Zweite in Torquato Tasso (Regie: Gustav Rueb; Spielzeit 2009/10), Stelzfuß in The Black Rider (Regie: Patrick Schlösser; Spielzeit 2010/11), Aegeus in Medea (Regie: Gustav Rueb; Spielzeit 2010/11), Tambourmajor in Woyzeck (Regie: Markus Dietz; Spielzeit 2010/11), Diener Joseph in Das Sparschwein von Eugène Labiche (Regie: Volker Schmalöer; Spielzeit 2010/11) und in den Rollen Saranieff/Grandauer/Metzgerknecht in Der Marquis von Keith (Regie: Patrick Schlösser; Spielzeit 2010/11).
2013 und in der Spielzeit 2014/15 trat Richartz unter der Regie von Michael Bogdanov an den Hamburger Kammerspielen in der Theaterfassung von Jetzt oder nie – Zeit ist Geld von Lars Büchel/Ruth Thoma in den Rollen Krämer/Kröger/Schnittke/Bruno/Pfarrer und Motzkuss auf. 2017 wurde er als Darsteller für die Produktion La Reine/Die Königin (Regie und Konzeption: Thomas Bischoff), die zwei Hauptwerke der Liedliteratur, Les nuits d’été und die Wesendonck-Lieder, auf die Bühne brachte, ans Nationaltheater Mannheim engagiert.
2018 spielte er die Hauptrolle in Störtebeker (Regie: Peter Jordan und Leonhard Koppelmann) am St. Pauli Theater in Hamburg. Im selben Jahr wurde er von den Störtebeker-Festspielen auf Rügen engagiert und war dort als der arabische Krieger Aidan, Störtebekers bester Freund, zu sehen.

### Film und Fernsehen
Richartz übernimmt seit 2011 auch Film- und Fernsehrollen. In dem Fernsehfilm Marie Brand und das Lied von Tod und Liebe (2012) spielte er die Rolle des Industriekletterers Robert „Apache“ Muller an der Seite von Mariele Millowitsch und Hinnerk Schönemann. Ebenfalls 2012 war er als Serienkiller im Bremer Tatort-Krimi Puppenspieler zu sehen.
Im Februar 2015 war er in der ZDF-Fernsehserie Sibel & Max in der Episode Eltern auf Probe in einer Episodenhauptrolle zu sehen. Er spielte den Club- und Diskothekenbesitzer Pascal, der dem illegalen ukrainischen Kindermädchen Bogdana helfen will und sich in sie verliebt. 2015 wirkte er als Ono Osaki in der internationalen Kinoproduktion Point Break mit. 2016 spielte er in der Kinoproduktion Plan B: Scheiß auf Plan A die Rolle des Lionid. 
In dem in Thailand gedrehten Jubiläums-Special von In aller Freundschaft mit dem Titel Zwei Herzen (Erstausstrahlung: Oktober 2018) war er als korrupter thailändischer Polizeigeneral Adirak Bunriang zu sehen.

### Privates
Frank Richartz lebt in Hamburg und in Berlin.

## Auszeichnungen
- 2006: Bester Nachwuchsschauspieler des Jahres, NRW-Kritikerumfrage 2006, für Prinz Friedrich von Homburg von Heinrich von Kleist am Westfälischen Landestheater. Regie: Ralf Ebeling

## Filmografie (Auswahl)
- 2011: Frost & Reif (Kurzfilm)
- 2012: Marie Brand und das Lied von Tod und Liebe (Fernsehfilm)
- 2013: Tatort: Puppenspieler (Fernsehfilm)
- 2014: 11 Years (Kurzfilm)
- 2015: Sibel & Max (Folge: Eltern auf Probe); Fernsehserie
- 2015: Point Break (Kinofilm)
- 2016: Plan B: Scheiß auf Plan A (Kinofilm)
- 2018: Ausgerechnet Sylt (Fernsehfilm)
- 2018: In aller Freundschaft: Zwei Herzen (Fernsehfilm)
- 2019: Eine fremde Tochter
- 2020: Polizeiruf 110: Totes Rennen (Fernsehreihe)
- 2025: Der Barcelona-Krimi: Brennendes Land (Fernsehreihe)